# 鲁朗镇
鲁朗镇，是中华人民共和国西藏自治区林芝市巴宜区下辖的一个乡镇级行政单位。

## 行政区划
鲁朗镇下辖以下地区：
白木村、巴嘎村、罗布村、旅游村、东巴才村、东久村、洛木村和拉月村。